# Peter Habeler
Peter Habeler (Mayrhofen, Austria, 22 de julio de 1942) es un montañero austriaco.
Entre sus primeros logros se encuentran algunas de las primeras ascensiones en las Montañas Rocosas y fue el primer europeo que escaló la gran pared del Parque nacional de Yosemite (EUA).
Posteriormente, comenzó a escalar con Reinhold Messner en 1969 con quien realizó acciones destacadas. En 1975 escaló el Hidden Peak con Reinhold Messner en estilo completamente alpino. La más importante es la primera ascensión del monte Everest sin ayuda de oxígeno junto a Messner en 1978, hecho que hasta la fecha se consideraba imposible.
Ha escalado, igualmente, otros ochomiles: Cho Oyu, Nanga Parbat, Kangchenjunga y Gasherbrum I.
Actualmente, dirige la "Escuela de Esquí y Montañismo Peter Habeler" en su ciudad natal de Mayrhofen, Austria.